# Dare (album)
Dare – album zespołu The Human League wydany w 1981 roku, znany też pod tytułem Dare! w Stanach Zjednoczonych. Płyta osiągnęła duży sukces (numer 1 m.in. w Wielkiej Brytanii) i okazała się największym sukcesem komercyjnym w dyskografii The Human League.

## Lista utworów
1. „The Things That Dreams Are Made Of” – 4:14
2. „Open Your Heart” – 3:53
3. „The Sound of the Crowd” – 3:56
4. „Darkness” – 3:56
5. „Do or Die” – 5:25
6. „Get Carter” – 1:02
7. „I Am the Law” - 4:14
8. „Seconds” - 4:58
9. „Love Action (I Believe in Love)” – 4:58
10. „Don't You Want Me” – 3:56

## Single
- 1981: „The Sound of the Crowd”
- 1981: „Open Your Heart”
- 1981: „Love Action (I Believe in Love)”
- 1981: „Don't You Want Me”